# Johann Flugi

Johann V. Flugi

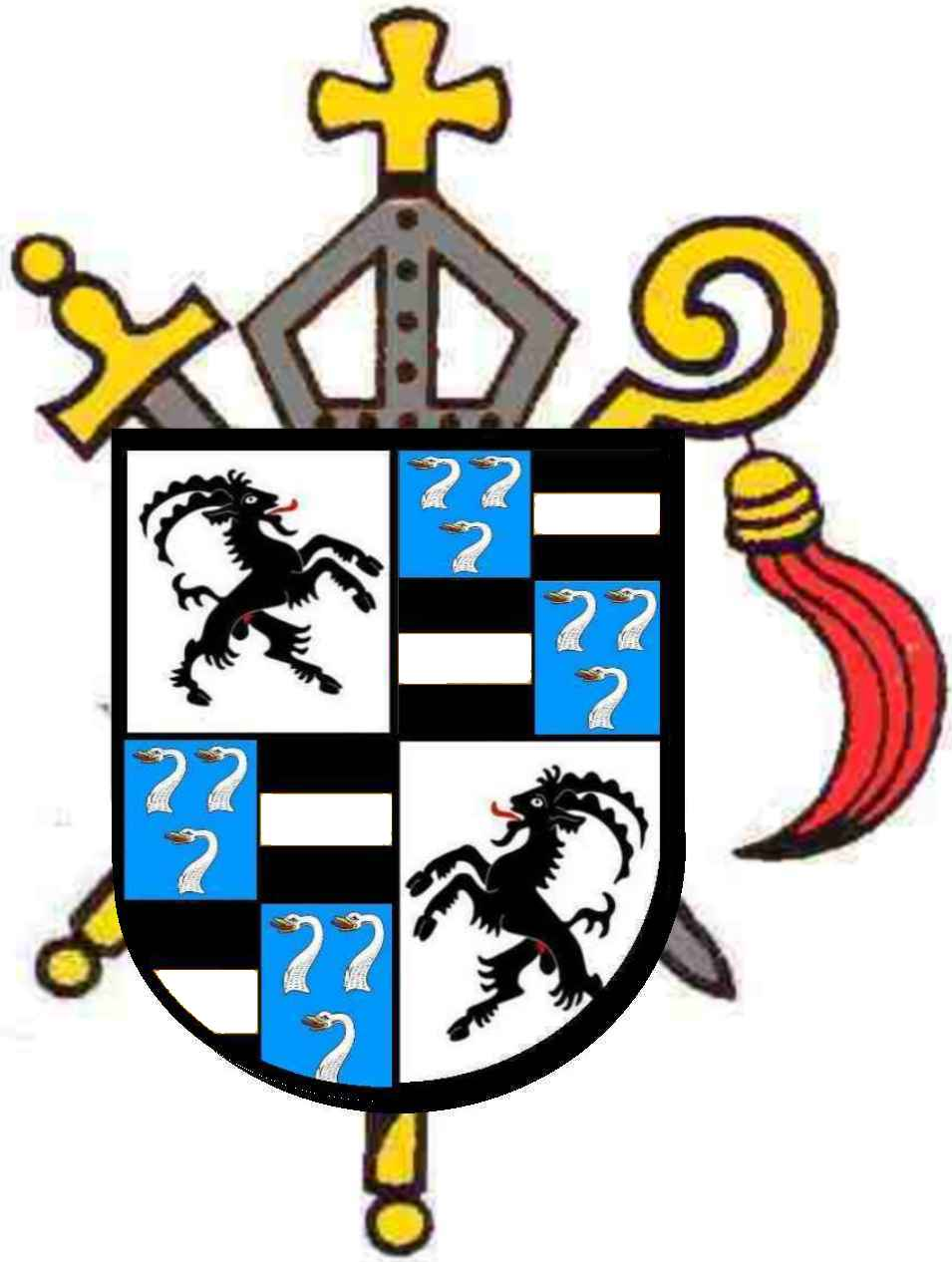
Johann V. Flugi von Aspermont, Fürstbischof von Chur 1601–1627

Johann Flugi (* 1550 in La Punt Chamues-ch; † 30. August 1627 in Chur) war von 1601 bis 1627 als Johann V. Bischof von Chur.

## Herkunft
Über die frühere Geschichte des Geschlechts Flugi herrscht Unklarheit, da der Stammbaum bis zu Johann V. durch keinerlei zeitgenössische Quellen sicher belegt werden kann. Erstmals erscheint der Name Flugi im 15. Jahrhundert im Engadin. Gemäss nicht offiziellen Notizen aus dem 18./19. Jahrhundert gelten Otto Flugi und Margaritha Prevost, die 1541 geheiratet hatten, als seine Eltern.

## Leben
Johann Flugi empfing am 5. März 1575 die Priesterweihe. Anschliessend wirkte er als Pfarrer in Obervaz und 1585–1597 in Feldkirch. 1586 wurde er Domherr, 1597 Domdekan und Generalvikar. Am 9. Februar 1601 wurde er als Johann V. zum Bischof von Chur gewählt, die päpstliche Bestätigung erfolgte am 9. April. Am 22. Juli empfing Johann durch den Nuntius in Luzern die Bischofsweihe. Vermutlich 1606 erhielt er von Kaiser Matthias das Adelsprädikat von Aspermont.
Nach dem Tod seines Vaters (1622) belehnte Johann V. am 7. Januar 1623 seine beiden Neffen Johann VI. (den späteren Bischof) und Jakob (* 1599) mit der Burgruine Burg Alt-Aspermont oberhalb von Trimmis und verlieh ihnen das Adelsprädikat «von Aspermont».
Johann Flugi unterstützte als Vertreter der Gegenreformation die Rückbildungen der im Verlauf der Reformation aufgetretenen Neuerungen der Kirche und war damit der erste Churer Reformbischof im Geiste des Konzils von Trient, das auf die Forderungen und Lehren der Reformation reagierte. Da er alle nicht katholischen Stiftsbeamten aus seinem Dienst entliess, erregte er den Widerstand in seiner Diözese.
Während der gefahrvollen Zeiten der Bündner Wirren residierte Flugi oft im sicheren Tirol. 1618 wurde er vom Strafgericht in Thusis des Landes verbannt, seine Güter wurden eingezogen. Dank der Unterstützung von Kaiser Matthias konnte er nach Chur zurückkehren, wo er die Ideen der Gegenreformation zu verwirklichen suchte. Am 24. August 1627 verzichtete er nach 26 Amtsjahren auf seine Bischofswürde und starb sechs Tage später im Alter von 77 Jahren.